# Eckbolsheim

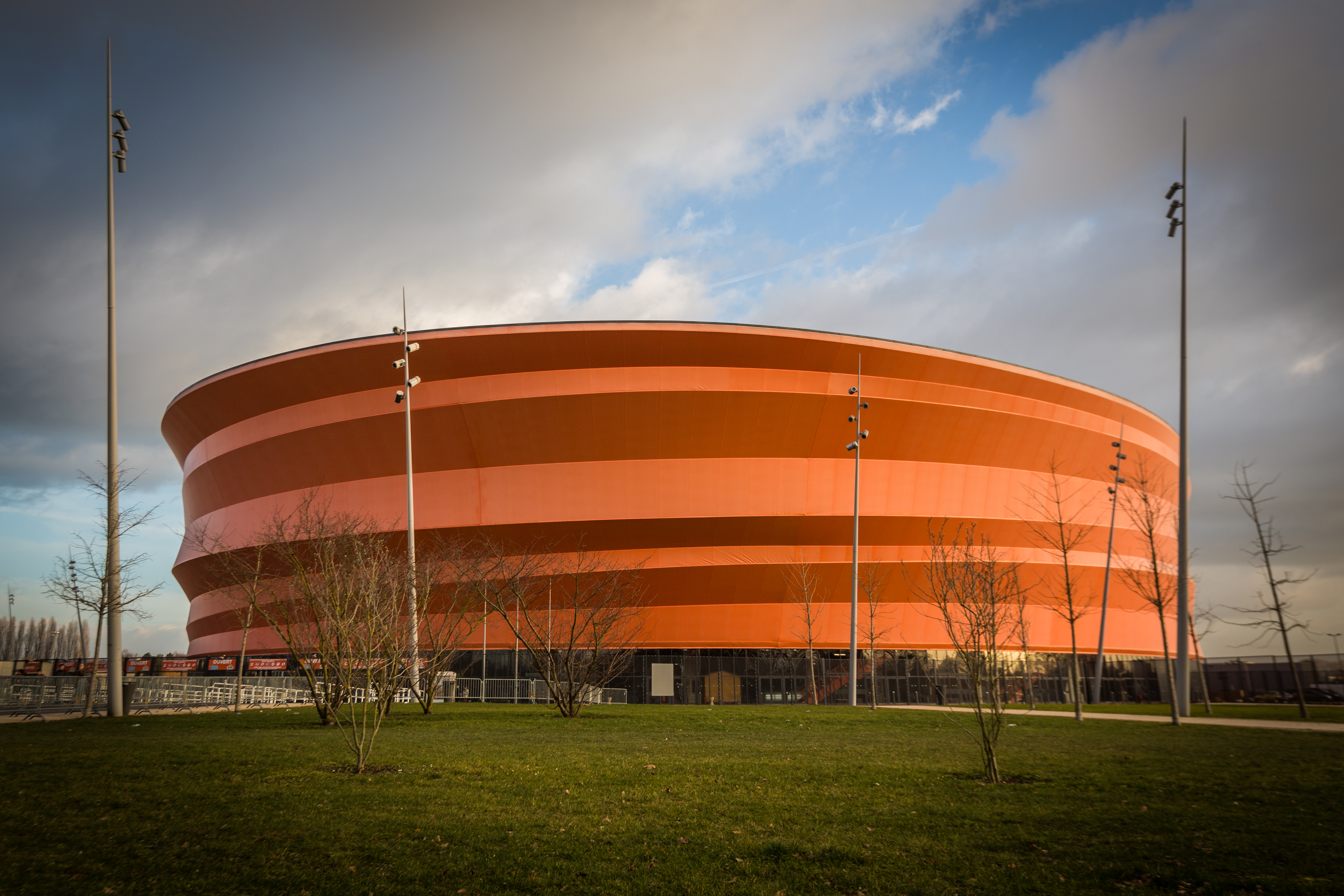
Zénith de Estrasburgo, sala de espectáculos para 12 000 espectadores

Eckbolsheim es una comuna francesa situada en la circunscripción administrativa de Bajo Rin y, desde el 1 de enero de 2021, en el territorio de la Colectividad Europea de Alsacia, en la región de Gran Este. Tiene una población estimada, en 2019, de 7049 habitantes.

## Demografía
| 703 | 777 | 805 | 936 | 1148 | 1197 | 1248 | 1311 | 1258 | 1238 | 1300 | 1340 | 1466 | 1504 | 1566 | 1588 | 1615 | 1712 | 1889 | 2169 | 2318 | 2186 | 2351 | 2821 | 3127 | 3272 | 3514 | 4234 | 4288 | 4154 | 4104 | 5253 | 5937 | 6403 | 7049 |
| Para los censos de 1962 a 1999 la población legal corresponde a la población sin duplicidades (Fuente: INSEE [Consultar]) |     |     |     |      |      |      |      |      |      |      |      |      |      |      |      |      |      |      |      |      |      |      |      |      |      |      |      |      |      |      |      |      |      |      |